# Сарра Ладжнеф
Сарра Ладжнеф (5 вересня 1989) — туніська плавчиня.
Учасниця Олімпійських Ігор 2012 року.
Чемпіонка Африки з плавання 2013 року.
Призерка Всеафриканських ігор 2011 року.